# Großglockner-Hochalpenstraße
Großglockner-Hochalpenstraße er en alpin pasvej i Østrig mellem byerne Bruck an der Glocknerstraße i delstaten Salzburg og Heiligenblut i delstaten Kärnten. Vejen er 47,8 km lang og forløber på 10 km over 2.400 meters højde. Passet Hochtor ligger i 2.504 meters højde. Vejen har endvidere to sideveje til hhv. Edelweißspitze (2.571  m.o.h.) og Franz-Josefs-Höhe (2.362 moh), hvor der er gode udsigtspunkter. Vejen er lukket om vinteren – afhængig af vejret er det i perioden oktober til maj. Vejen er privat ejet. Der betales afgift for at benytte den.

## Historie
Vejen over Hochtor fandtes allerede i forhistorisk tid, hvor den blev anvendt under Hallstatttiden og blev senere udbygget af romerne. Frem til 1600-tallet var vejen den tredje vigtigste vejforbindelse over østalperne.
I 1924 fik ingeniøren Franz Wallack til opgave at projektere en 3 meter bred vej over Hochtor mellem Heiligenblut og Ferleiten. Men projektet blev ikke gennemført og blev først genoptaget, da Salzburgs delstatsformand Franz Rehrl i 1928 engagerede sig i projektet. I efteråret 1929 besluttede Landdagen i Salzburg at gennemføre vejens opførelse, og i sommeren 1930 påbegyndtes arbejdet. Den 3. august 1935 blev vejen indviet. I alt var op til 4.000 arbejdere beskæftiget med projektet i de fem år byggeriet stod på.

## Großglockner-Hochalpenstraße i dag
Großglockner-Hochalpenstraßes betydning som transit- og pasvej er lille. Den er derimod en vigtig turistattraktion. Årligt kører omkring 270.000 køretøjer på Großglockner-Hochalpenstraße med omkring 900.000 gæster.
Großglockner-Hochalpenstraße går gennem Nationalpark Hohe Tauern og sidevejen til Franz-Josefs-Höhe er tilkørselsvej til Østrigs største gletsjer og landets højeste bjerg Großglockner. Ved Franz Josefs Höhe fører en kabelbane, Großglockner Gletscherbahn ned til Pasterze-gletsjeren.

## Galleri
- Udsigt fra Edelweissspitze til Hochtor på Grossglockner Hochalpenstrasse
- Udsigt fra Schöneck mod Großglockner
- Hårnålesving ved Wilfried-Haslauer-Haus
- Snerydningsmaskine